# Lyn Charliers
Lynn Charliers uit Tongeren was een slachtoffer van de heksenvervolging in Europa. Zij werd in 1679 in Tongeren terechtgesteld.
Haar verklaring tijdens de martelingen 'dat tijdens haar boeleringe met de duivel zijn mannelijkheid zo koud aanvoelde als een ijsscholle oft kichel (ijspegel)' wijst op de gewoonte van de scherprechters om suggestieve vragen te stellen aan de van hekserij beschuldigde vrouwen. Een van de steeds weerkerende vragen was de manier waarop zij in contact gekomen waren met de Boze, hoe die eruitzag en hoe hij aanvoelde tijdens de geslachtsgemeenschap.
De koude natuur van de Duivel wordt bevestigd in bekentenissen van vele andere heksen, onder andere Marie Guyens (Sassenbroek), Catherina Tancré (Gent), Janneken Blaublomme (Gent), Tanneken van Meldere (Gent), Tanneke Sconyncx (Tielt), Catelijne Verbauwen (Brugse Vrije), Jehanne Couvel (Brugge), Mayken Karrebrouck (Brugge), Amandine van Tieghem (Kortrijk), Elisabeth de Bode (Heestert), Odilia Tsraets (Lummen) en Janne Panne (Nieuwpoort).